# ババ・スミス
チャールズ・アーロン・"ババ"・スミス（Charles Aaron "Bubba" Smith、1945年2月28日 - 2011年8月3日）は、アメリカ合衆国テキサス州ボーモント出身の元アメリカンフットボール選手。相手チームに恐れられる存在であり、相手チームはブロッカーを2人つけた。現役引退後は俳優として活躍した。ミラービールのCMでも知られている。

## 経歴

### プロ入りまで
身長6フィート7インチ（201cm）という長身に恵まれたスミスはミシガン州立大学のアメフトチームでディフェンスとして活躍、オールアメリカンに2度選出された。1966年のノートルダム大学との10-10で引き分けた試合では相手QBのテリー・ハンラティをノックアウトした。1988年にカレッジフットボール殿堂入りを果たした。また2006年9月23日、彼の背番号95は永久欠番となった。

### ボルチモア・コルツ
1967年のNFLドラフトでボルチモア・コルツ（現：インディアナポリス・コルツ）から全体1位で指名されて入団した。2年目の1968年コルツはレギュラーシーズンを13勝1敗で終えてNFLチャンピオンシップゲームを制した。第3回スーパーボウルを前に対戦相手のニューヨーク・ジェッツQB、ジョー・ネイマスが「日曜の試合では我々が勝利する」と宣言したが、これを聞いたNFL有数のパスラッシャーとなっていたスミスは「奴はそんなことを発言するべきではなかった。プロはそのようなことは言わないものだ。」と述べた。試合はネイマスの宣言どおりとなり、コルツは7-16で敗れた。2年後の1970年、NFLとAFLの統合が行われ、コルツはクリーブランド・ブラウンズ、ピッツバーグ・スティーラーズとともにほぼAFL所属チームで構成されたAFCに移った。そのシーズンの第5回スーパーボウル優勝に彼は貢献した。この試合でコルツはダラス・カウボーイズを16-13で破り優勝を果たしたが、ターンオーバーの多かったこの試合で得たスーパーボウルリングを彼は公共の場につけて登場することはなかった。コルツに在籍した時代、彼はオールプロに1回、オール・カンファレンスに2回、プロボウルに2回選出された。

### オークランド・レイダース
1973年にオークランド・レイダースにトレードされた。1974年のプレーオフではスーパーボウル3連覇を狙うマイアミ・ドルフィンズとの試合でガロ・イェプレミアンのトライフォーポイントをブロックした。

### ヒューストン・オイラーズ
1975年にヒューストン・オイラーズ（現：テネシー・タイタンズ）へトレードされ、ひざの故障により1976年に現役を引退した。現役最後となった試合で彼は12タックル、2サックをあげるとともに、トライフォーポイント、FGを1回ずつ阻止した。

### 俳優
引退後は俳優に転向し、1984年公開のコメディー映画『ポリスアカデミー』では巨漢で威圧的な風貌だが穏やかな声で話す愛嬌のある警官候補生、モーゼス・ハイタワーを好演し、第1作目から第6作目まで出演した。この他、テレビ映画『チャーリーズ・エンジェル』『ブルーサンダー』『空飛ぶ鉄腕美女ワンダーウーマン』やアクションコメディ映画『ストローカーエース』などに出演している。

### 死去
2011年8月3日、カリフォルニア州ロサンゼルス郊外の自宅で亡くなっているのが介護士により発見された。

## 家族
弟のトディ・スミスもアメリカンフットボール選手で、USCでプレーした後、ダラス・カウボーイズ、ヒューストン・オイラーズ、バッファロー・ビルズでプレーした。